# Veiros (heráldica)

Escudo de veiros pleno.

O veiros é uma das peles ou forros usadas como  esmalte na heráldica. Representa uma manta composta por peles de esquilo cosidas umas às outras.
Pensa-se que as peles em questão eram de uma subespécie siberiana do esquilo, as quais tinham um elevado valor na Idade Média e que no inverno se caracterizam serem de cor azul-cinza no dorso e branca no ventre.
A palavra "veiros" tem origem no termo latino de variis coloribus, significando "de várias cores". Do latim passou ao francês, tornando-se vair e daí originou o inglês vair, o espanhol e italiano vero e o português veiros.

## Origem
Na maioria das tradições heráldicas, o veiros é classificado como pele, contando-se entre os  esmaltes tradicionais. Juntamente com o arminho, é a variante das peles mais usada na heráldica. Não há contudo uma absoluta unanimidade entre os heraldistas acerca da classificação do veiros como pele, havendo alguns que o classificam alternativamente como peça honrosa, figura móvel ou partição do escudo.
O veiros representava originalmente um manto feito de pequenas peles de esquilo cosidas entre si. Tratava-se não de peles do mais conhecido esquilo-vermelho - subespécie do Sciurus vulgaris nativa da Europa -, mas sim das valiosas peles de inverno da subespécie oriental nativa da Sibéria, constituídas por uma parte dorsal de cor azul-cinza e uma parte ventral de cor branca.
- Sciurus vulgaris com pelagem de inverno
- Peles de esquilo siberiano
- Manta feita de peles de esquilo siberiano mostrando o padrão resultante nos veiros
- Clérigos usando mozetas de inverno, feitas de peles de esquilo

O veiros pode ser representado sob a forma de veiros antigos ou sob a forma de veiros de pontos angulares. Ambos consistem em peças de azul da forma de campânulas invertidas, sobre campo de prata, colocadas justapostas horizontalmente em faixa. Cada uma dessas peças é referida como ponto de veiros. O veiros antigos diferencia-se por os seus pontos de veiros terem um formato ondulado, em contraste com o formato angular dos correspondentes dos veiros de pontos angulares. Se no brasonamento não for referido especificamente que se trata de veiros antigos, entende-se tratar-se de veiros de pontos angulares.
Para além dos veiros propriamente ditos, existem diversas variantes tanto heráldicas como de representação natural.

## Veiros e suas variantes
No veiros propriamente dito, os pontos de veiros são representados de azul em campo de prata com as suas ponta angulares apontadas ao chefe. Os pontos de veiros são dispostos no campo do escudo em faixas justapostas, sendo que os pontos de cada faixa estão desencontrados com os pontos das faixas imediatamente acima e abaixo.
Existem no entanto diversas variantes do veiros, sendo as mais comuns:
1. Contraveiros - consiste em veiros, nos quais as faixas pares estão invertidas e os pontos de veiros destas alinhados verticalmente com os das faixas impares;
2. Veiros antigos - veiros no qual os pontos de veiros têm um formato ondulado;
3. Veiros potenciados - veiros no qual os pontos de veiros têm o formato da letra T;
4. Veirado - veiros no qual são usados esmaltes que não o azul e a prata.[4][1][5]

Veiros
Contraveiros
Veiros antigos
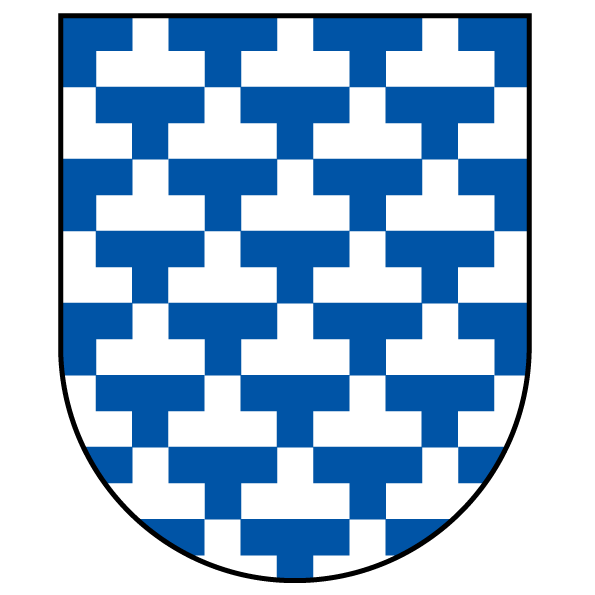
Veiros potenciados
Veirado (Veirado de ouro e de vermelho)

## Exemplos de utilização
- Armas da freguesia de Veiros (Estremoz), Portugal
(Campo de veiros)
- Armas do município de Siero, Espanha
(Bordadura de veiros)
- Armas da família inglesa Sackville
(Banda de veiros brocante sobre tudo)
- Armas do ramo português da família Velasco
(Enxaquetado de ouro e de veiros, um leão rompante de veiros como timbre)